# Mikroregion Boquira

Mikroregion Boquira

Mikroregion Boquira – mikroregion w brazylijskim stanie Bahia należący do mezoregionu Centro-Sul Baiano. Ma powierzchnię 17.309,91310 km²

## Gminy
- Boquira
- Botuporã
- Brotas de Macaúbas
- Caturama
- Ibipitanga
- Ibitiara
- Ipupiara
- Macaúbas
- Novo Horizonte
- Oliveira dos Brejinhos
- Tanque Novo